# Vulpes (entreprise)
Pour le genre animalier des renards, voir Vulpes.
Vulpes est un constructeur automobile français fondé en 1905.

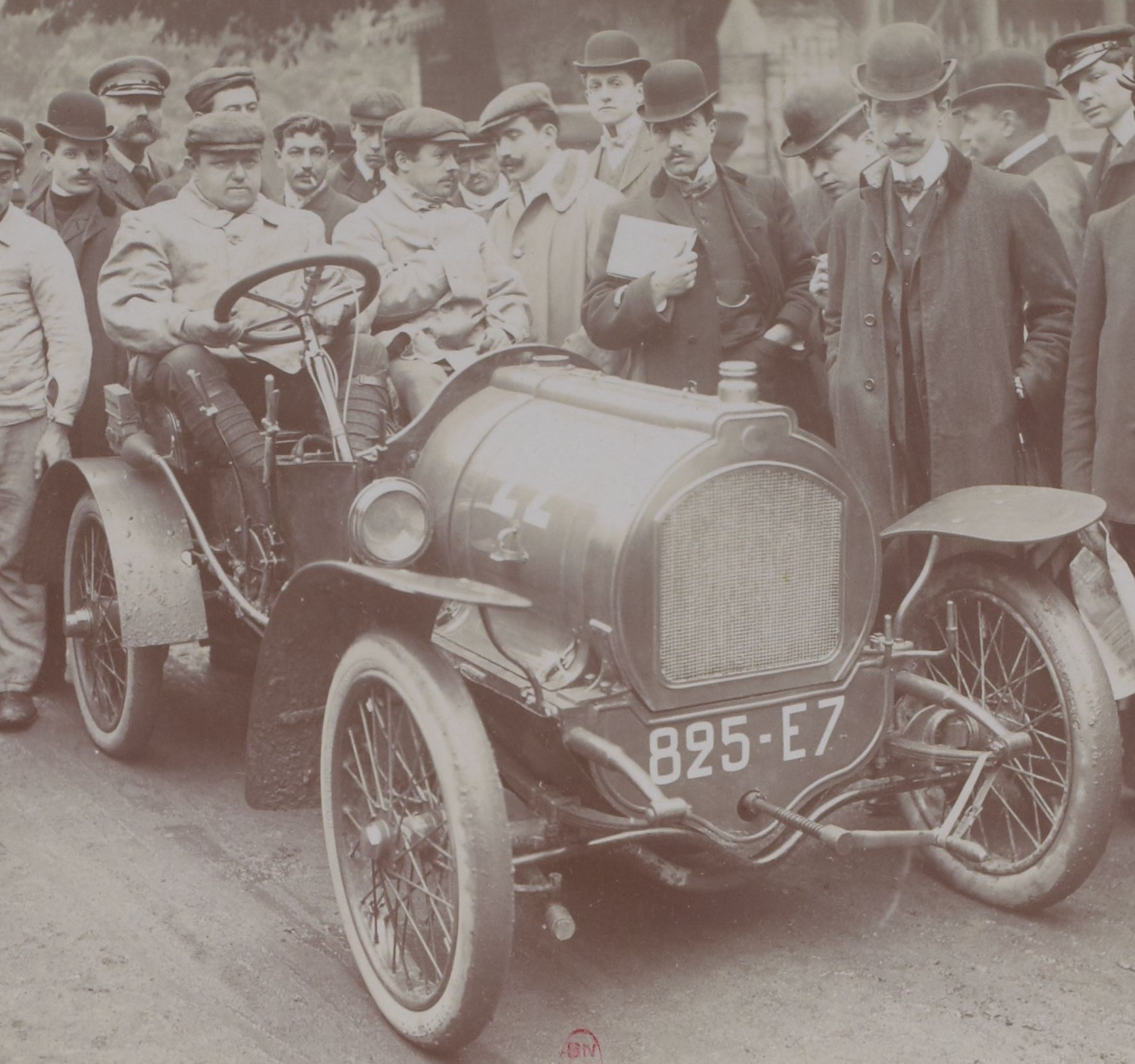
Philippe Barriaux vainqueur de la catégorie voiturettes sur Vulpès au Tour de France automobile 1906

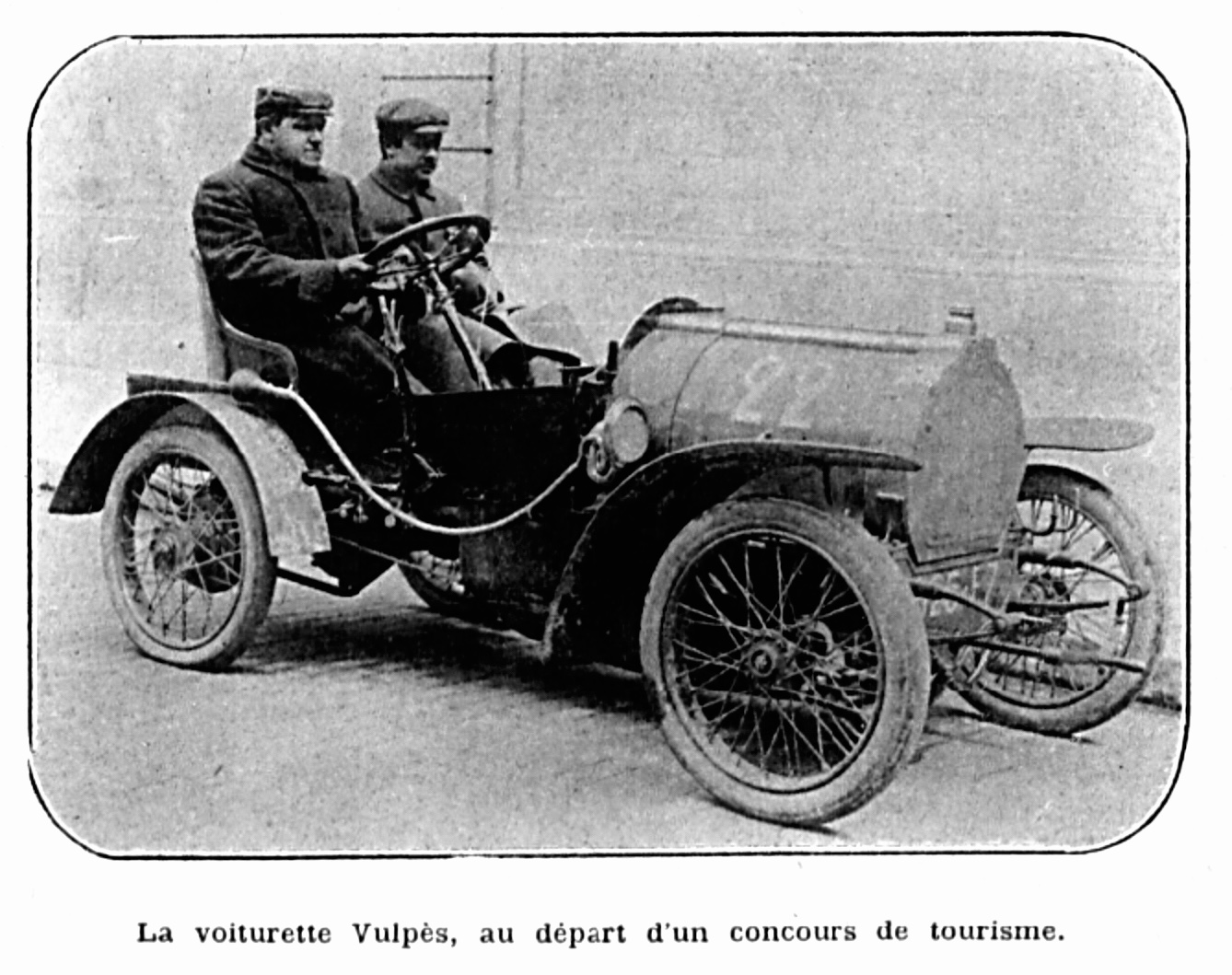
Philippe Barriaux vainqueur de la catégorie voiturettes sur Vulpès 8 HP 1272 cm³ au Tour de France automobile 1906